# Andropovsky (huyện)
Huyện Andropovsky (tiếng Nga: ? райо́н) là một huyện hành chính tự quản (raion), của Vùng Stavropol, Nga. Huyện có diện tích 2368 km². Trung tâm của huyện đóng ở Kursavka.